# Olga de Ángulo
Olga Lucia de Ángulo Irragorri (Cali, 26 novembre 1955 – Vancouver, 8 febbraio 2011) è stata una nuotatrice colombiana.

## Carriera
Nel 1968, all'età di dodici anni, partecipò alle Olimpiadi di Città del Messico prendendo parte a quattro competizioni: 400 e 800 metri stile libero, 200 e 400 metri misti. Il suo miglior risultato fu il terzo posto nella terza batteria eliminatoria dei 400 stile libero.
Nel 1971 ottenne la medaglia di bronzo nei 200 metri stile libero ai VI Giochi panamericani svoltisi a Cali, sua città natale.
L'anno seguente prese parte alla sua seconda Olimpiade, a Monaco di Baviera, dove gareggiò sui 200, 400 e 800 metri misti e sui 200 farfalla. Ottenne il suo miglior risultato nei 400 stile libero dove giunse quarta nella sua batteria, preceduta da Novella Calligaris, Keena Rothhammer e Gudrun Wegner, facendo registrare il tredicesimo tempo assoluto.